# Rémilly (Mosel·la)
Rémilly és un municipi francès, situat al departament del Mosel·la i a la regió del Gran Est. L'any 2007 tenia 2.029 habitants.

## Demografia

### Població
El 2007 la població de fet de Rémilly era de 2.029 persones. Hi havia 780 famílies, de les quals 188 eren unipersonals (96 homes vivint sols i 92 dones vivint soles), 232 parelles sense fills, 300 parelles amb fills i 60 famílies monoparentals amb fills.
La població ha evolucionat segons el següent gràfic:
Habitants censats

### Habitatges
El 2007 hi havia 852 habitatges, 789 eren l'habitatge principal de la família, 8 eren segones residències i 55 estaven desocupats. 638 eren cases i 210 eren apartaments. Dels 789 habitatges principals, 562 estaven ocupats pels seus propietaris, 203 estaven llogats i ocupats pels llogaters i 24 estaven cedits a títol gratuït; 15 tenien una cambra, 51 en tenien dues, 77 en tenien tres, 170 en tenien quatre i 476 en tenien cinc o més. 630 habitatges disposaven pel capbaix d'una plaça de pàrquing. A 357 habitatges hi havia un automòbil i a 348 n'hi havia dos o més.

### Piràmide de població
La piràmide de població per edats i sexe el 2009 era:
| Homes | Edats   | Dones |
| ----- | ------- | ----- |
| 0     | 95 o +  | 4     |
| 4     | 90 a 94 | 4     |
| 0     | 85 a 89 | 4     |
| 12    | 80 a 84 | 4     |
| 32    | 75 a 79 | 44    |
| 40    | 70 a 74 | 48    |
| 44    | 65 a 69 | 36    |
| 28    | 60 a 64 | 52    |
| 36    | 55 a 59 | 28    |
| 84    | 50 a 54 | 60    |
| 72    | 45 a 49 | 88    |
| 52    | 40 a 44 | 56    |
| 68    | 35 a 39 | 84    |
| 72    | 30 a 34 | 60    |
| 72    | 25 a 29 | 56    |
| 40    | 20 a 24 | 40    |
| 52    | 15 a 19 | 60    |
| 80    | 10 a 14 | 72    |
| 80    | 5 a 9   | 64    |
| 48    | 0 a 4   | 32    |

## Economia
El 2007 la població en edat de treballar era de 1.333 persones, 968 eren actives i 365 eren inactives. De les 968 persones actives 907 estaven ocupades (483 homes i 424 dones) i 61 estaven aturades (25 homes i 36 dones). De les 365 persones inactives 121 estaven jubilades, 143 estaven estudiant i 101 estaven classificades com a «altres inactius».

### Ingressos
El 2009 a Rémilly hi havia 791 unitats fiscals que integraven 1.964,5 persones, la mediana anual d'ingressos fiscals per persona era de 19.489 €.

### Activitats econòmiques
Dels 101 establiments que hi havia el 2007, 4 eren d'empreses extractives, 3 d'empreses alimentàries, 3 d'empreses de fabricació d'altres productes industrials, 10 d'empreses de construcció, 21 d'empreses de comerç i reparació d'automòbils, 6 d'empreses de transport, 6 d'empreses d'hostatgeria i restauració, 4 d'empreses financeres, 5 d'empreses immobiliàries, 8 d'empreses de serveis, 25 d'entitats de l'administració pública i 6 d'empreses classificades com a «altres activitats de serveis».
Dels 31 establiments de servei als particulars que hi havia el 2009, 1 era una oficina d'administració d'Hisenda pública, 1 gendarmeria, 1 oficina de correu, 2 oficines bancàries, 3 tallers de reparació d'automòbils i de material agrícola, 1 taller d'inspecció tècnica de vehicles, 2 paletes, 2 fusteries, 1 lampisteria, 1 empresa de construcció, 2 perruqueries, 3 veterinaris, 6 restaurants, 3 agències immobiliàries i 2 salons de bellesa.
Dels 9 establiments comercials que hi havia el 2009, 1 era un hipermercat, 2 fleques, 2 carnisseries, 1 una llibreria, 2 drogueries i 1 una joieria.
L'any 2000 a Rémilly hi havia 13 explotacions agrícoles que ocupaven un total de 1.053 hectàrees.

## Equipaments sanitaris i escolars
El 2009 hi havia 1 farmàcia i 1 ambulància.
El 2009 hi havia una escola elemental. Rémilly disposava d'un col·legi d'educació secundària amb 461 alumnes.

## Poblacions més properes
El següent diagrama mostra les poblacions més properes.